# Rosendo Mendizábal
Anselmo Rosendo Cayetano Mendizábal (Buenos Aires, 21 aprile 1868 – Buenos Aires, 30 giugno 1913) è stato un musicista e compositore argentino.
Con lo pseudonimo di A. Rosendo compose El entrerriano, il primo tango della storia ad essere pubblicato. È considerato uno dei principali esponenti della cosiddetta vecchia guardia tanguera.

## Biografia
Nato da una famiglia benestante di lontana origine africana, rimase orfano di padre in età infantile. Grazie alla cospicua eredità lasciata dal genitore poté studiare musica diplomandosi maestro di pianoforte. Dilapidata in poco tempo il patrimonio ereditato, Mendizábal era solito suonare il pianoforte nei locali più svariati di Buenos Aires, dai locali più infimi ai club più esclusivi. Una volta al mese era solito esibirsi per un gruppo di una quarantina di amici che avevano formato una sorta di circolo chiuso chiamato Z Club. Una sera del 1897 o del 1898, in una sala da ballo situata al 2721 di Carlos Calvo, Mendizábal suonò un pezzo al pianoforte. Alle prime luci del giorno, una volta conclusa la serata, il musicista propose ad uno dei membri dello Z Club di chiamare il brano con il suo nome. Questi rifiutò dal momento che avrebbe dovuto lasciare una mancia di 100 pesos, ma propose di dedicare il tango ad un altro appartenente al gruppo, certo Ricardo Segovia, nativo della provincia di Entre Ríos.
Ammalatosi e costretto a letto, visse i suoi ultimi anni nella più completa miseria.